# Kozina (rejon czortkowski)
Kozina (ukr. Козина) – wieś na Ukrainie w  obwodzie tarnopolskim, w rejonie czortkowskim.
Pod koniec XIX w. przysiółek wsi nosił nazwę Biłka.
Przynależność administracyjna przed 1939 r.: gmina Krasne, powiat skałecki, województwo tarnopolskie.
W II Rzeczypospolitej stacjonowały tu jednostki graniczne Wojska Polskiego: we wrześniu 1921 w Kozinie wystawiła placówkę 1 kompania 23 batalionu celnego, a po 1924 w miejscowości stacjonowała strażnica KOP „Kozina”.
Do 2020 w rejonie husiatyńskim.

## Urodzeni
- Maksymilian Frydecki